# Новочелни-Сюрбеєво
Новочелни́-Сюрбе́єво (рос. Новочелны-Сюрбеево, чув. Аслă Çĕрпӳел) — село у складі Комсомольського району Чувашії, Росія. Адміністративний центр Новочелни-Сюрбеєвського сільського поселення.
Населення — 580 осіб (2010; 593 у 2002).
Національний склад:
- чуваші — 99 %